# Chabrignac
Chabrignac é uma comuna francesa na região administrativa da Nova Aquitânia, no departamento de Corrèze. Estende-se por uma área de 11,04 km². Em 2010 a comuna tinha 579 habitantes (densidade: 52,4 hab./km²).